# Lago Maggiore Half Marathon
La Lago Maggiore Half Marathon è una gara podistica sulla distanza della mezza maratona (21,097 km), organizzata dal 2008, che si svolge annualmente sul Lago Maggiore.
Organizzata da Sport PRO-MOTION A.S.D., associazione sportiva dilettantistica, la manifestazione raccoglie 2000 partecipanti provenienti dall'Italia e dall'estero. 

## Albo d'oro
| #    | Anno | Uomini                       | Tempo                        | Donne                        | Tempo                        |
| ---- | ---- | ---------------------------- | ---------------------------- | ---------------------------- | ---------------------------- |
| I    | 2008 | Serhij Lebid'                | 1h 03'32"                    | Peretti Melissa              | 1h 14'50"                    |
| II   | 2009 | Ngimba Ezekiel Jafari        | 1h 00'41"                    | Anikó Kálovics               | 1h 15'21"                    |
| III  | 2010 | Musyoki Mourice M.           | 1h 02'35"                    | Mathathi Lydiah N.           | 1h 12'18"                    |
| IV   | 2011 | Deme Dereje                  | 1h 00'00"                    | Chepkirui Joyce              | 1h 11'18"                    |
| V    | 2012 | Bedede Belaya A.             | 1h 59'00"                    | Jelagat Jemima S.            | 1h 08'35"                    |
| VI   | 2013 | Rotich Luka                  | 1h 00'14"                    | Bekele Tadalech              | 1h 09'31"                    |
| VII  | 2014 | Kibet Koech Edwin            | 1h 00'47"                    | Amare Waganesh               | 1h 10'08"                    |
| VIII | 2015 | Yego Solomon K.              | 1h 00'47"                    | Kebede Sutume                | 1h 09'07"                    |
| IX   | 2016 | Tsehay Abayneh Degu          | 1h 01'43"                    | Musyoka Hellen Nzembi        | 1h 13'04"                    |
| X    | 2017 | Reuben Kiprop Kerio          | 1h 01'21"                    | Brigid Jepchirchir Kosgei    | 1h 07'35"                    |
| XI   | 2018 | Daniel Kipchumba             | 59'06"                       | Daisy Cherotich              | 1h 09'44"                    |
| XII  | 2019 | Elvis Chebor Tabarach        | 1h 01'08"                    | Meseret Gezahegen Merine     | 1h 13'04"                    |
| -    | 2020 | Non disputata causa Covid-19 | Non disputata causa Covid-19 | Non disputata causa Covid-19 | Non disputata causa Covid-19 |
| XIII | 2021 | Julien Wanders               | 1h 02'42"                    | Lorenza Beccaria             | 1h 20'10"                    |
| XIV  | 2022 | Roberto Di Pasquali          | 1h 10'50"                    | Katarzyna Telus              | 1h 20'10"                    |
| XV   | 2023 | Tommaso Gatti                | 1h 10'53"                    | Gaia Pigolotti               | 1h 26'36"                    |
| XV   | 2024 | Luca Ronchi                  | 1h 08'13"                    | Rahel Meili                  | 1h 23'24"                    |